# Moritz Roth

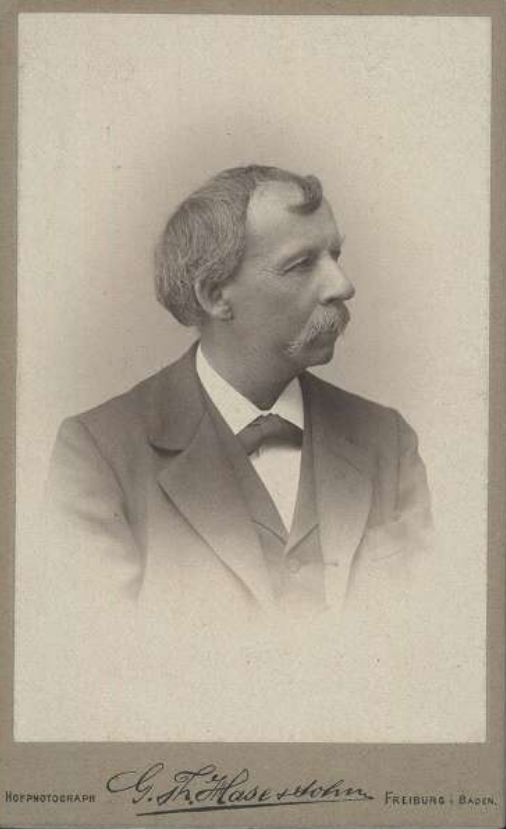
Moritz Roth

Moritz Roth (* 25. Dezember 1839 in Basel; † 4. November 1914 in Gottlieben) war ein Schweizer Pathologe. Er war Lehrstuhlinhaber für dieses Fach an der Universität Basel.

## Leben
Roth studierte in Basel und an den Universitäten Würzburg, Göttingen und Berlin Medizin. Er wurde 1864 in Basel promoviert und war dort ab 1866 als Privatdozent tätig. 1868 ging er nach Greifswald, wo er bis 1872 blieb. In diesem Jahr erhielt er einen Ruf nach Basel, um dort als außerordentlicher Professor, ab 1874 als ordentlicher Professor, die Nachfolge Carl Ernst Emil Hoffmanns anzutreten. Bis 1898 lehrte Roth in Basel pathologische Anatomie; sein Nachfolger wurde Eduard Kaufmann.
Während seiner Tätigkeit in Basel ließ Roth das erste Mikroskop für die Verwendung im Institut für Pathologie anschaffen; darüber hinaus fiel dessen Neubau in seine Amtszeit. Moritz Roth beschäftigte sich v. a. im höheren Alter mit Medizingeschichte; er schrieb eine Vielzahl von Beiträgen zum Thema und veröffentlichte 1892 eine ausführliche Biographie des flämischen Anatomen Andreas Vesalius, der eines seiner wichtigsten Forschungsthemen war.
Nach dem Pathologen sind die Roth-Flecken (Roth’s spots) benannt.

## Schriften (Auswahl)
- Andreas Vesalius Bruxellensis. G. Reimer, Berlin 1892. (Digitalisat im Internet Archive)